# عمر صانع حضارة (برنامج)
عمر صانع حضارة هو برنامج من تقديم عمرو خالد رمضان 1433 هجري / 2012 ميلادي.
يهدف البرنامج إلى التعريف بشخصية الفاروق عمر بن الخطاب وتوضيح أخلاقه التي اكتسبها من معايشته للرسول ﷺ، أو التي اكتسبها من عمق تأثره وفهمه ل القرآن الكريم والتي مكنته من صنع حضارة عظيمة، في دعوة للشباب إلى التحلي بمثل هذه الأخلاقيات، واتباع منهجه في العمل للوصول إلى بناء الحضارة.
عرض البرنامج على العديد من القنوات المصرية والعربية منها قناة المحور وقناة النهار وإم بي سي.

## مواضيع الحلقات
- الحلقة 1: مقدمة
- الحلقة 2: اتحرك
- الحلقة 3: اجمع كل قوتك لفكرتك
- الحلقة 4: هجرة عُمر
- الحلقة 5: الإخلاص للفكرة
- الحلقة 6: المرونة
- الحلقة 7: الإنسانية
- الحلقة 8: شخصية حرة مبدعة
- الحلقة 9: الانتماء للفكرة
- الحلقة 10: تكامل الطاقات
- الحلقة 11: إسعاد الناس
- الحلقة 12: جمع كل الطاقات
- الحلقة 13: دور المرأة
- الحلقة 14: الأخلاق أساس النهضة
- الحلقة 15: بناء حلم النهضة
- الحلقة 16:
- الحلقة 17:
- الحلقة 18:
- الحلقة 19:
- الحلقة 20:
- الحلقة 21:
- الحلقة 22:
- الحلقة 23:
- الحلقة 24:
- الحلقة 25:
- الحلقة 26:
- الحلقة 27:
- الحلقة 28:
- الحلقة 29:
- الحلقة 30: